# たむらけんじのぶっちゃ〜けBar
『たむらけんじのぶっちゃ〜けBar』はeo光テレビで放送されていたトークバラエティである。番組ハッシュタグは #ぶっちゃけBar

## 概要
eo光テレビの2016年3月の特別番組としてオンエア。
大阪にあるBarで芸人・たむらけんじがさまざまな分野のスペシャリストやマニアを集め、
「知られざる業界話」や「ディープなあるあるネタ」などを語り合うぶっちゃけトークバラエティ。
好評につき、2016年7月からレギュラー化。月2回月曜日更新。
オンエア後はインターネット上でも約1か月間無料で放送される。
当初は30分番組であったが、2018年4月より45分番組となる。
2023年5月、レギュラー化の放送を終了した。

## 出演者
- たむらけんじ（オーナー）
- 酒井藍（ナレーション）

## 過去の放送内容

### 2016年
- 第1回『世界を知る男』（2016年3月6日 - ）
- 第2回『鉄道マニア』（2016年3月13日 - ）
- 第3回『伝統を守り日本をこよなく愛する外国人』（2016年3月20日 - ）
- 第4回『熱狂的ファン』（2016年3月27日 - ） 
  - サザンオールスターズファン・氷川きよしファン・岩崎宏美親衛隊
- 第5回『スイーツ男子』（2016年7月4日 - ）
- 第6回『アクション現場最前線』（2016年7月18日 - ）
- 第7回『奥深い研究者の世界』（2016年8月1日 - ）
- 第8回『イマドキ終活事情』（2016年8月15日 - ）
- 第9回『空前の猫ブーム到来だニャー』（2016年9月5日 - ）
- 第10回『秋の行楽シーズンで大忙し！バスガイド』（2016年9月19日 - ）
- 第11回『個性派芸術家』（2016年10月3日 - ）
- 第12回『植物の匠』（2016年10月17日 - ）
- 第13回『残したい！古き良き銭湯の世界』（2016年11月7日 - ）
- 第14回『〇〇カメラマン』（2016年11月21日 - ）
- 第15回『平成お寺事情　次世代を担うお坊さん』（2016年12月5日 - ）
- 第16回『ズバリと的中!? 人気占い師の世界』（2016年12月19日 - ）

### 2017年
- 第17回『お節に飽きたら…やっぱりアレ!? 国民食ラーメン大好き！ラヲタの世界』（2017年1月2日 - ）
- 第18回『子どもから大人までみんな大好き水族館 飼育員の生態』（2017年1月16日 - ）
  - 海遊館・須磨海浜水族園
- 第19回『ぶつかり合う肉体に大興奮！I LOVEプロレス』（2017年2月6日 - ）
- 第20回『知っているようで知らない不動産の世界』（2017年2月20日 - ）
- 第21回『生命の不思議☆双子ってすごくない！？』（2017年3月6日 - ）
- 第22回『男社会の中でキラキラ光る♪現場女子』（2017年3月20日 - ）
- 第23回『花見シーズン到来！桜に魅せられた人たち』（2017年4月3日 - ）
- 第24回『No drink No life！ゆるくてディープな立ち飲みワールド』（2017年4月17日 - ）
- 第25回『筋肉は一日にしてならず！ボディビルダーの肉体はどう作られる』（2017年5月1日 - ）
  - 松岡啓・神田知子・長谷川浩久
- 第26回『世界の植物を追いかけるプラントハンター』（2017年5月15日 - ）
  - 西畠清順
- 第27回『食の都・大阪！本当は教えたくないイチオシグルメ』（2017年6月5日 - ）
  - M三郎・団田芳子
- 第28回『結婚ってええよ〜！婚活最前線2017』（2017年6月19日 - ）
- 第29回『ヒット曲で人生変わりました！祝1周年SP』（2017年7月3日 - ）
  - 前田耕陽・平松愛理・嘉門タツオ
- 第30回『たむらけんじのぶっちゃ〜けBar 総集編スペシャル』（2017年7月17日 - ）
- 第31回『高速道路を支えるスペシャリスト』（2017年8月7日 - ）
  - 西日本高速道路（NEXCO西日本）
- 第32回『下を向いて歩こう！マンホールに人生を捧げる人たち』（2017年8月21日 - ）
- 第33回『パンの達人による秋のパン祭り！』（2017年9月4日 - ）
- 第34回『秋の味覚！きのこを深～く掘り下げる』（2017年9月18日 - ）
- 第35回『甘いだけじゃない 女性お菓子職人』（2017年10月2日 - ）
- 第36回『小鳥にメロメロになりませんか？』（2017年10月16日 - ）
- 第37回『京都の達人が紹介する とっておき！秋の京都』（2017年11月6日 - ）
- 第38回『芸術の秋！秋の夜長は映画でしょ！？』（2017年11月20日 - ）
- 第39回『やっぱり濃イイね！関西ソース天国』（2017年12月4日 - ）
- 第40回『禁断の客室乗務員の世界へテイクオフ↑』（2017年12月18日 - ）

### 2018年
- 第41回『今年は戌年！わんちゃん好き大集合！』（2018年1月1日 - ）
- 第42回『関西ラーメン界を担う期待の店主』（2018年1月15日 - ）
  - 高岡利光（麺屋NOROMA）・桐谷尚幸（桐麺）
- 第43回『夢が詰まってる！家電に魅せられた男たち』（2018年2月5日 - ）
- 第44回『イベントで大人気！ご当地キャラクター大集合』（2018年2月19日 - ）
  - ちっちゃいおっさん・シゴセンジャー・リニー君
- 第45回『ベビーフェイスのボクシング世界チャンピオン 拳四朗の素顔に迫る』（2018年3月5日 - ）
  - 拳四朗
- 第46回『京阪神タワー会談』（2018年3月19日 - ）
  - 通天閣・神戸ポートタワー・京都タワー
- 第47回『行楽シーズン到来！人気バスツアーはこうして作られる』（2018年4月2日 - ）
- 第48回『ワクワク！ドキドキ！夢が詰まった100円均一』（2018年4月16日 - ）
- 第49回『歴史ロマンを感じる古墳にコーフン！』（2018年5月7日 - ）
- 第50回『世界に誇る『お寿司』！変化する寿司職人今昔物語』（2018年5月21日 - ）
- 第51回『〇〇コレクター愛があふれてしょーがないコレクターさん大集合！』（2018年6月4日 - ）
- 第52回『十人十色！幸せいっぱい♡結婚式事情2018』（2018年6月18日 - ）
- 第53回『スイーツ大好きサミット2018 in summer』（2018年7月2日 - ）
- 第54回『夏の風物詩 花火ってええなぁ～』（2018年7月16日 - ）
- 第55回『夏はやっぱりビールでしょ！？進化するビールの話』（2018年8月6日 - ）
- 第56回『クセになる!? スパイスカレーの世界』（2018年8月20日 - ）
- 第57回『サービス業の最高峰！ホテルのおもてなしに迫る』（2018年9月3日 - ）
- 第58回『大阪・彦根・姫路 お城三都物語 お城ってオモシロー』（2018年9月17日 - ）
- 第59回『こんがりと焼かれた皮から愛が溢れ出す!? 餃子ってサイコー』（2018年10月1日 - ）
- 第60回『祝2周年！総集編 Part2』（2018年10月15日 - ）
- 第61回『書店はまさに知の泉　関西の人気書店が大集合』（2018年11月5日 - ）
- 第62回『あなたがいないと始まらない！ スポーツを陰で支える審判って凄い』(2018年11月19日 - )
- 第63回『いまや冬の風物詩！ ☆キラキラ☆の達人』(2018年12月3日 - ）
- 第64回『防犯のプロが教える身を守る方法』(2018年12月17日 - )

### 2019年
- 第65回『年明けはうどんで満腹！人気店が大集合』(2019年1月7日 - )
- 第66回『盤の上に広がる無限の世界　静かなる戦い将棋に迫る』(2019年1月21日 - )
  - 神吉宏充・里見咲紀・相沢翔(将棋BAR～wars～)
- 第67回『赤い宝石 イチゴに魅了された達人たち』(2019年2月4日 - )
- 第68回『熱狂的ファン Part2』(2019年2月18日 - )
  - B'zファン・松田聖子ファン・純烈ファン
- 第69回『あなたの上にもきっと輝いている！星空を見上げてみませんか』（2019年3月4日 - ）
- 第70回『動物ってええわ～ 飼育員サミット』（2019年3月18日 - )
  - 天王寺動物園・姫路セントラルパーク・須磨海浜水族園
- 第71回『可能性は無限大!?魅力いっぱい文房具』（2019年4月1日 - ）
- 第72回『パンの達人による2019年 春のパン祭り』（2019年4月15日 - ）
- 第73回『たまにはお湯につかってほっこりしませんか？関西の有名スパ施設 大集合！』（2019年5月6日 - ）
  - 箕面温泉スパーガーデン・奈良健康ランド・空庭温泉
- 第74回『思い通りに相手を翻弄!? プロマジシャンの素顔に迫る』（2019年5月20日 - ）
- 第75回『これを読めば社会がわかる！‘新聞’はこうして作られる』（2019年6月3日 - ）
  - 斉藤貞三郎(毎日新聞)・土谷美樹(スポーツニッポン)・小林宗之(号外研究家)
- 第76回『賢く使って得しよう！中古買取市場を大研究』（2019年6月17日 - ）
- 第77回『ゲームは今、新時代へ！ eスポーツ知ってますか？』（2019年7月6日 - ）
- 第78回『あなたはケチャップ派？マヨネーズ派？夏の紅白グルメ合戦』（2019年7月15日 - ）
  - カゴメ・キユーピー
- 第79回『今までになかったヒットを生み出す仕掛け人』（2019年8月5日 - ）
  - 阪上雄司・殿村美樹・土屋敏男
- 第80回『元日本代表アスリート 華麗なる!?第2の人生』（2019年8月19日 - ）
  - 加地亮・佐々木太一・大西将太郎
- 第81回『その姿・色・音に注目！知れば知るほど不思議な虫たちの世界』（2019年9月2日 - ）
- 第82回『食欲の秋 こだわりのグルメハンバーガー』（2019年9月16日 - ）
- 第83回『異色の現役ナース大集合！』（2019年10月7日 - ）
- 第84回『オシャレの秋 その裏にこの人あり ファッションデザイナー』（2019年10月21日 - ）
  - 辻マサヒロ・小川修平・村山明子
- 第85回『関西人気百貨店大集合！その裏側に迫る』（2019年11月4日 - ）
  - 髙島屋・大丸梅田店・京阪百貨店
- 第86回『技術はあるが人がいない！深刻です、後継者問題』（2019年11月18日 - ）
- 第87回『関西 冬の風物詩 カニカニカニ三昧』（2019年12月2日 - ）
- 第88回『大忙し！年末年始ソワソワさん 大集合』（2019年12月16日 - ）
  - 佐竹隆幸・梓結実・山田孝一（関西ウォーカー）

### 2020年
- 第89回『おせちに飽きたら…やっぱりアレ!? 2020年新春ラーメンスペシャル』（2020年1月1日 - ）
- 第90回『シーズン真っ只中!? ウィンタースポーツは俺たちに任せろ』（2020年1月20日 - ）
- 第91回『心も体もホッカホカ 温泉ってええな～』（2020年2月3日 - ）
- 第92回『あこがれの海外旅行♪世界を知る旅の達人！』（2020年2月17日 - ）
  - チュンちゃん・久路流平・詩歩
- 第93回『ガタンゴトン 鉄道の魅力は続くよ どこまでも』（2020年3月2日 - ）
- 第94回『日本大好き外国人 大集合！ぶっちゃ～けサミット』（2020年3月16日 - ）
- 第95回『達人がぶっちゃ～ける 春の京都スペシャル！』（2020年4月6日 - ）
- 第96回『皆さーん！野菜をもっと食べやさ～い』（2020年4月20日 - ）
- 第97回『ぶっちゃ～けBar アカンデミー賞（前編）』（2020年5月4日 - ）
- 第98回『ぶっちゃ～けBar アカンデミー賞（後編）』（2020年5月18日 - ）
- 第99回『この声に聞き覚えあり!? えぇ～声の持ち主さん大集合』（2020年6月1日 - ）ZOOM収録
  - 片山光男・珠久美穂子・梅田淳
- 第100回『おうちで過ごそう！ボードゲームの世界』（2020年6月15日 - ）
- 第101回『愛があふれてしょーがない コレクターさん大集合 Part2』（2020年7月6日 - ）
- 第102回『食べればクセになる!? チーズに一途』（2020年7月20日 - ）
- 第103回『真夏の饗宴！夏スイーツ2020』（2020年8月3日 - ）
- 第104回『おウチ時間の充実♪それは家具から！インテリアを学ぼう』（2020年8月17日 - ）
- 第105回『大自然との対話“キャンプ”にドハマりしました♪』（2020年9月7日 - ）
- 第106回『日本の平和と安全を守る 自衛隊のことちょこっと教えちゃいます』（2020年9月21日 - ）
- 第107回『その黄色はまるで太陽の輝き！I♡たまご』（2020年10月5日 - ）
- 第108回『一緒にいると気持ちも跳ねる!? ウサギにウキウキ』（2020年10月19日 - ）
- 第109回『365日寝ても覚めてもチョコレート その魔法にかかっちゃいました！』（2020年11月2日 - ）
- 第110回『もっと飲んで！おもてなしの日本茶』（2020年11月16日 - ）
- 第111回『努力・才能・経験！マネできないモノマネ芸人の実態に迫る！』（2020年12月7日 - ）
- 第112回『今年の年末年始は楽しく家飲みしませんか？』（2020年12月21日 - ）

### 2021年
- 第113回『おせちに飽きたら…やっぱりアレ!? 2021年新春ラーメンスペシャル』（2021年1月4日 - ）
- 第114回『そんな需要あったんだ!? ニッチ家電メーカー大集合』（2021年1月18日 - ）
- 第115回『子どもだけじゃない 大人も楽しめる!? 絵本をひらいてみませんか？』（2021年2月1日 - ）
- 第116回『Youはどうして日本でビジネスを!? 外国人起業家サミット』（2021年2月15日 - ）
- 第117回『市民生活の安心・安全は私たちが支えます！めっちゃ熱いぜ 大阪市消防局』（2021年3月1日 - ）
- 第118回『新しい文房具で春を楽しみませんか？』（2021年3月15日 - ）
- 第119回『女性が引っ張る♪新しい和菓子のかたち』（2021年4月5日 - ）
- 第120回『オシャレな港町♪ 神戸のこと知っとう？』（2021年4月19日 - ）
  - ウエツキめりぃ・岸本暢子・平清盛（神戸・清盛隊）
- 第121回『関西のお魚天国 大集合！』（2021年5月3日 - ）
  - 京都水族館・ニフレル・琵琶湖博物館
- 第122回『ポイ活・手作り・財テク 笑顔あふれる節約生活のすすめ』（2021年5月17日 - ）
- 第123回『来てるぜ！第4次韓流ブーム♪』（2021年6月7日 - ）
  - 浜平恭子・清水さやか（SAVVY編集部）・MJ
- 第124回『コロナに負けるな！映画を見て心を元気にCinema（シネマ）せんか？』（2021年6月21日 - ）
- 第125回『多彩な趣味を持つ吉本芸人大集合スペシャル』（2021年7月5日 - ）
  - テンダラー浜本・女と男和田ちゃん・コウテイ下田
- 第126回『激うまハッピー♡がっつり食べたい夏グルメ特集』（2021年7月19日 - ）
  - チキチキジョニー石原・セバ・浦朋恵
- 第127回『実はめっちゃええとこあるんですよ！ 今年の夏は滋賀の魅力を何回もしがもう』（2021年8月2日 - ）
  - 井上麻子・中河桃子・山田理史
- 第128回『男性も女性もお世話になってます 奥が深～い下着の世界』（2021年8月16日 - ）
- 第129回『パンの達人による秋のパ・パ・パ～ン祭り！Part3』（2021年9月6日 - ）
- 第130回『私らしい働き方みーつけた！集まれキラキラ農業女子』（2021年9月20日 - ）
- 第131回『関西のソウルフード コナモンってええモンです！』（2021年10月4日 - ）
  - 矢野義登（お好み焼 ゆかり）・加西幸裕（くれおーる）・熊谷真菜
- 第132回『地域の足 関西ローカル鉄道 その魅力はグローバル！』（2021年10月18日 - ）
- 第133回『関西の皆さん、こんにちは！新潟・愛媛・熊本の県事務所サミット』（2021年11月1日 - ）
- 第134回『家中ピッカピカ！プロの技が光るハウスクリーニング』（2021年11月15日 - ）
- 第135回『これを見ると欲しくなる!? 最新家電の世界』（2021年12月6日 - ）
- 第136回『個性が爆発だ!?ユニーク芸術家さん大集合』（2021年12月20日 - ）

### 2022年
- 第137回『達人が語る 知る人ぞ知る冬の京都』（2022年1月3日 - ）
- 第138回『初心者でも分かる！バレエの世界へようこそ 一緒にアン・ドゥ・トロワ』（2022年1月17日 - ）
- 第139回『買い時？売り時？関西の不動産2022』（2022年2月7日 - ）
- 第140回『ファッションはパッションだ！好きな服を着て街に出よう！』（2022年2月21日 - ）
- 第141回『奈良シカ勝たん!?この春は奈良におでかけしませんか』（2022年3月7日 - ）
- 第142回『大人気！〇〇ファンが集まるお店』（2022年3月21日 - ）
  - 松任谷由実ファンが集まる店・矢沢永吉ファンが集まる店・ビートルズファンが集まる店
- 第143回『一度は行きたい！関西最強中華教えます』（2022年4月4日 - ）
- 第144回『日本の伝統を継承する和楽器の世界』（2022年4月18日 - ）
- 第145回『行楽のおトモに！関西を代表するお弁当メーカーサミット』（2022年5月2日 - ）
- 第146回『ハマる人続出中！？サウナ愛を熱く熱～く語ろう』（2022年5月16日 - ）
- 第147回『小さな1粒にこだわりが詰まっている！飴をナメたらアカンぜよ』（2022年6月6日 - ）
- 第148回『お気に入りが見つかるはず!? 個性派アニマルカフェ大集合』（2022年6月20日 - ）
- 第149回『海あり、山あり、おいしいご飯あり！この夏は和歌山に絶対に行くべし』（2022年7月4日 - ）
- 第150回『おいしいお魚を届けたい 驚くほどに養殖がギョっと進化中！』（2022年7月18日 - ）
- 第151回『Hawaiiはやっぱりii（イイ）んです』（2022年8月1日 - ）
- 第152回『エンジン全開！車愛が暴走します!?』（2022年8月15日 - ）
- 第153回『グルメの達人が教える！関西の通な洋食』（2022年9月5日 - ）
- 第154回『アイドル戦国時代！関西の地元アイドル大集合♪』（2022年9月19日 - ）
- 第155回『令和になっても色あせない！昭和ってなんかええやん』（2022年10月3日 - ）
- 第156回『その魅力底なし♪ ワインに心酔してしまいました』（2022年10月17日 - ）
- 第157回『達人が教える！今が一番楽しめる秋の京都』（2022年11月7日 - ）
  - 井上ゆき子・岩間孝志・川原ちかよ
- 第158回『下を向いて歩こう！マンホールに人生を捧げる人たち パートⅡ』（2022年11月21日 - ）
- 第159回『関西の名湯が大集結！温泉旅館で一年の疲れを癒しましょう』（2022年12月5日 - ）
- 第160回『歌劇に感激！オペラの世界へようこそ』（2022年12月19日 - ）
- 第161回『おせちに飽きたらやっぱりアレ!? 2023年新春ラーメンSP』（2023年1月2日 - ）
- 第162回『型にはまらない発信が人気！企業ツイッター‘中の人’大集合』（2023年1月16日 - ）
- 第163回『知っているようで知らない塩の世界イッツ・ア・塩～タイム！』（2023年2月6日 - ）
- 第164回『話題必至の関西“冬”スイーツ2023』（2023年2月20日 - ）
- 第165回『第2弾！関西の皆さん、こんにちは！栃木・鳥取・宮崎の県事務所サミット』（2023年3月6日 - ）
- 第166回『なんでこんなにカワイイの!?「鹿活」皆さんもいかがですか？』（2023年3月20日 - ）
- 第167回『めざせリーグ3連覇！ オリックス・バファローズ ファン大集合』（2023年4月3日 - ）
  -     -       - チキチキジョニー石原・真柴健・オリックスファン
- 第168回『空の旅を支える人大集合 遥かなる空へテイクオフ』（2023年4月17日 - ）
- 第169回『明日への扉は自分が開く！ 華麗なる転身さん』（2023年5月1日 - ）
- 第170回『たむらけんじを語ろう』（2023年5月15日 - ）

## ぶっちゃ～けBarアカンデミー賞
2020年5月放送（第97回・98回）では過去の放送を振り返り、たむらオーナーが自らマニアの人を選び、独自に表彰。受賞者には「炭火焼肉たむらのお肉が入ったカレー」が贈呈された。
- 「狭すぎてアカンデ賞」マンホールに人生を捧げる人たち
- 「おいし過ぎてアカンデ賞」2020年 新春ラーメンSP
- 「その技スゴ過ぎてアカンデ賞」空間エンターテイナー・SHUMPEI
- 「たむけん賞」プラントハンター・西畠清順
- 「作品賞」ご当地キャラクター大集合
- 「主演女優賞」純烈の熱狂的ファン・上條節子
- 「映え過ぎてアカンデ賞」絶景プロデューサー・詩歩
- 「お金かけ過ぎてアカンデ賞」紅白歌合戦41回連続観覧・佐竹隆幸
- 「ビジネスにつなげちゃ～アカンデ賞」阪急うめだ本店・中塚比呂記
- 「たまには教養もないとアカンデ賞」号外研究家、コレクター・小林宗之
- 「酒井藍賞」小鳥にメロメロになりませんか？
- 「主演男優賞」世界を知る旅の達人・久路流平

## スタッフ

### 現在（2021年10月1日時点）
- プロデューサー：春日拓也
- ディレクター：荻原康宏・下岡和弘（ブリッジ）
- 構成：永岑広憲（オフィス自由本舗）
- ブレーン：中尾恵子（オフィス自由本舗）
- 協力：ブリッジ
- 制作・著作：eo光テレビ

### 過去のスタッフ
- ディレクター：渡辺智之（ブリッジ）・長谷川司・種岡千遥・上西駿平